# 이재훈 (가수)
이재훈(李在勳, 1974년 7월 30일 ~ )은 대한민국의 연예인으로 가수, 방송인, 작사가로 활동하고 있다.
1994년 쿨 1집 '너이길 원했던 이유'로 데뷔하여 3집 '운명'으로 앨범 100만장 이상이 팔리는 등 많은 사랑을 받으며 활동하였으나, 2005년 8월 쿨(김성수, 이재훈, 유리)이 해체되면서 독자적으로 가수활동을 하다가 쿨을 재결성하여 2008년 7월 25일에 10.5집 《사랑을 원해》를 발매하였다.
대표적인 곡으로 쿨의 '작은 기다림' '해변의 여인' '운명' '애상' 'JUMPO MAMBO' '아로하' '슬퍼지려 하기전에' 등 많은 곡이 있으며 솔로곡으로는 '사랑합니다' '환상' 등이 있다. 
한때 COOL멤버 유리와 사귀었다는 사실이 화제가 됐었다.  
신체사항으로는 키 171cm, 체중 68kg이라고 한다.

## 학력
- 서울개포초등학교 (졸업)
- 대청중학교 (졸업)
- 광성고등학교 (졸업)

## 활동

### TV 프로그램
- 2006년 KBS 해피 선데이
- 2008년 KBS 상상더하기
- 2012년 KBS JOY 글로벌 슈퍼 아이돌
- 2014년 KBS 우리동네 예체능
- 2014년 JTBC 히든싱어 3
- 2014년 MBC 무한도전
- 2015년 K STAR 식신로드
- 2015년 JTBC 마리와 나
- 2016년 MBC 꽃미남 브로맨스
- 2017년 MBC 복면가왕 여보시계, 노래나 하시계 <참가자 >
- 2017년 JTBC 갑자기
- 2024년 성시경 자,오늘은

### 발매 앨범
- 정규 발매 앨범

COOL0
쿨 1집 1994.07.10 - 너이길 원했던 이유
COOL 2집 1995.10.01 - 작은 기다림
COOL 3집 1996.11.01 - 운명
COOL 3.5집 1997.07.01 - 해변의 여인
COOL 4집 1998.04.01 - 애상
Spirit Of Hungry 앨범 1998.10
COOL 4.5집 1999.01.01 - Misery, 송인
COOL 5집 2000.04.25 - 해석남녀
COOL 6집 2001.07.05 - Jumpo Mambo
COOL 6.5집 2001.12.05 - 아로하
1999.05.01 Best Of Best Cool 1020 Mix
COOL 7집 2002.07.04 - 진실
COOL 7.5집 2002.12.12 - 산책
COOL 8집 2003.07.04 - 결혼을 할거라면
COOL 8.5집 2003.12.17 - 떠나야만 했나요
Very Best Album Of Cool 1994~2003 2004.04.19
COOL 9집 2004.07.19 - 아가씨와 건달들
COOL 10집 2005.07.14 - 이 여름 Summer
Never Ending Story 앨범 2006.07.06 - 오늘 하루
COOL 10.5집 2008.07.25 - 사랑을 원해
COOL 11집 2009.07.20 - 보고보고
COOL 20주년기념 미니음반 2014.09.01 - 안녕들한가요
COOL 싱글 1집 2013.08.02 - 이별 앞에 서다
COOL 싱글 2집 2014.07.07 - 한 여름 밤의 고백
COOL 싱글 3집 2015.09.23 - 다 잘될 거야
- 이재훈 싱글 앨범

친구에게 2004.04.20
First Album 2007.02.01 환상
개미와 베짱이 Blues With 이재훈 2008.12.22 겨울 풍경
First Whisper 2009.12.21 눈의 선물 (feat.나르샤)
둘이서 2011.11.28 둘이서(with J)
Sad Morning 2012.04.23 잊을 수 있을까
잠못드는 밤 비는 내리고 2012.06.01 잠못드는 밤 비는 내리고(feat.Funny Funkiz)
미워할 걸 그랬죠 2012.11.15 미워할 걸 그랬죠
철부지 2017.04.24 철부지
- CCM 참여 앨범

This Love 2012.12.18 이 마음 드리며, 소망 (I Need Your Love), 내 사랑 주여 (My Road)
3집 Miracle Vol.3 2005.11.15 I love you,  내게 필요한 사랑
Miracle Vol.2 2004.12.01 단 하나의 사랑, 나
Miracle Vol. 1 2004.04.01 사랑합니다, 천년이 두 번 지나도
</poem>

### 참여 앨범
- 싸이(PSY)

내 눈에는

낙원

아름다운 이별 2

- 브라운 아이드 걸스

오아시스

- THE JUN

다만

한 걸음 더

- MATO

12월 1일

### 홍보대사
- 2001년 퓨처러쉬 홍보사절
- 2003년 괌정부관광청 홍보대사
- 2013년 제주지방검찰청 일일명예민원봉사실장
- 2016년 마리아나관광청 홍보대사